# Anny Braesky
Anny Braesky (n. 2 decembrie 1902, Iași, România – d. 2 octombrie 1984, Iași, România) a fost o actriță română de teatru.

## Biografie
A urmat școala primară la Iași, iar liceul l-a terminat în particular la Vaslui. În 1918 a intrat la Conservatorul de Muzică și Artă Dramatică din Iași, unde a frecventat secția de teatru cu State Dragomir, Bruno Braesky, Radu Demetrescu și Mihai Codreanu, și secția muzicală cu Enrico Mezzetti și Sofia Teodoreanu.
„Personalitate de prim-plan a mișcării teatrale românești”, așa cum o descria teatrologul Virgil Brădățeanu în revista Teatrul, Anny Braesky și-a făcut debutul pe 5 octombrie 1920 în rolul domniței Florioara din Rodia de aur de Al. O. Teodoreanu și Adrian Maniu. În cei peste 50 de ani de activitate, ea a interpretat peste 200 de roluri (de la comedie și operetă la tragedie clasică și dramă romantică) din dramaturgia națională și universală. A urcat pe scenă alături de personalități artistice ale scenei Teatrului Național „Vasile Alecsandri” din Iași precum Aglae Pruteanu, Agatha Bârsescu și Miluță Gheorghiu.
Printre cele mai reprezentative roluri ale sale se numără: Julieta din Romeo și Julieta de Shakespeare, Ofelia din Hamlet, Sonia din Crimă și pedeapsă după Dostoievski, Margareta din Faust de Goethe, Iulia din Ovidiu de Vasile Alecsandri, Bunica din Tango de Mrożek (ultimul ei rol, în 1977) ș.a. De asemenea, a jucat și în 17 operete.
A fost căsătorită cu actorul Bruno Braesky și este autoarea unui volum autobiografic intitulat Cu grimonul pe oglindă (1978).

## Filmografie
- Mai presus de orice (1978)

## Distincții
- Crucea „Serviciul Credincios” clasa III (9 mai 1943)[6]
- Ordinul Muncii clasa a III-a (3 martie 1955) „pentru merite deosebite în activitatea teatrală”[7]
- titlul de Artist emerit al Republicii Populare Romîne (7 iunie 1957) „cu prilejul aniversării a 140 de ani de la reprezentarea primului spectacol în limba romînă pe scena Teatrului Național „Vasile Alecsandri” din Iași, pentru merite deosebite în activitatea artistică”[8]
- Ordinul „Meritul Cultural” clasa a II-a (6 noiembrie 1967) „cu prilejul împlinirii a 150 ani de la primul spectacol de teatru în limba română la Iași, [...] pentru merite deosebite în domeniul artei dramatice”[9]